# أكيلا جونس
أكيلا جونس (بالإنجليزية: Akela Jones) هي لاعبة ألعاب قوى بربادوسية ولد في يوم 22 أبريل 1995 في أبرشية سانت مايكل في بربادوس، إختصت في الوثب الطويل والوثب العالي والسباعي وسباق 100 متر حواجز وأبرز إنجازاتها هو فوزها بالميدالية الذهبية في بطولة العالم للناشئين لألعاب القوى 2014 في يوجين في الولايات المتحدة وقد نجحت بتحقيق 5 أرقام وطنية في مختلف المنافسات التي خاضتها.

## روابط خارجية
- أكيلا جونس على موقع الاتحاد الدولي لألعاب القوى (الإنجليزية)
- أكيلا جونس على موقع TFRRS.org (الإنجليزية)
- أكيلا جونس على موقع اللجنة الأولمبية الدولية (الإنجليزية)
- أكيلا جونس على موقع أوليمبيديا (الإنجليزية)